# Falácia de Beethoven
A falácia de Beethoven é um argumento comumente usado por pessoas que são contra a legalização do aborto. Utiliza-se a ideia do potencial humano do feto, usando a ideia de que o aborto impede o nascimento de pessoas que podem ser "gênios" ao tirar a vida de uma pessoa que poderia fazer contribuições significativas para a humanidade, portanto o aborto não deve ser realizado.

## Argumento
O  dramaturgo católico Maurice Baring foi o primeiro a usá-lo, embora a origem do argumento não seja clara. A discussão hipotética, conforme descrito em The God Delusion:
Médico 1: Sobre a interrupção da gravidez, quero sua opinião. O pai era sifilítico, a mãe tuberculosa. Dos quatro filhos nascidos, o primeiro era cego, o segundo morreu e o terceiro era surdo e mudo, o quarto também era tuberculoso. O que você teria feito?

Médico 2: Eu teria interrompido a gravidez.
Médico 1: Então você teria matado Beethoven.

## Refutação
O cientista e escritor Richard Dawkins citou a falácia em seu livro The God Delusion. Dawkins faz um adendo histórico à falácia, dizendo que, na verdade, Ludwig van Beethoven era o segundo filho de seus pais (e não ou quinto ou nono como contam algumas versões) e não há provas de que seu pai era portador de sífilis. Dawkins chama atenção ao fato de que, a falácia não nota que o potencial humano não faz nascer apenas gênios ou pessoas boas, citando Adolf Hitler.